# Music (canción)
«Music» es el primer sencillo del octavo álbum de estudio Music de la cantante pop estadounidense Madonna publicado el 21 de agosto de 2000. También fue publicado en formato de DVD, el debut de Madonna en este formato. La canción escrita y producida por Madonna y Mirwais Ahmadzaï inmediatamente se colocó en los primeros puestos de las principales listas de popularidad del mundo. En Alemania la canción fue nominada por Disco del Año. La canción volvió a ser publicada en 2007 como "Music Inferno", para promocionar el álbum en vivo The Confessions Tour. En 2008, Madonna dio a esta canción un cambio usando un sample de "Put Your Hands Up for Detroit" para el concierto promocional del álbum Hard Candy.

## Información de la canción
El 27 de mayo de 2000 una copia no autorizada de la canción fue filtrada en Internet. En unos pocos días se extendió alrededor de toda la web a través de foros y el programa Napster. Liz Rosenberg, la portavoz de Madonna, reaccionó con el comentario de que el material era un "trabajo en progreso que fue robado". Debido a esto la fecha de publicación del sencillo fue retrasada hasta agosto, cuando en realidad se había anunciado que sería en julio.
Como imagen artística de este álbum Madonna resaltó el estilo 'country' con sombreros de vaqueros, herraduras, tacones, tachuelas y lentejuelas. Todo esto se pudo en las carátulas de los sencillos, los vídeos musicales y las presentaciones en vivo.
La canción alcanzó rápidamente el primer puesto de las principales listas de popularidad de todo el mundo. Fue un número 1 en Estados Unidos, Reino Unido, Canadá, Australia e Italia por nombrar algunos países. Fue la canción duodécima de Madonna en alcanzar la cima en los Estados Unidos. Este número uno hizo a Madonna la segunda artista que logra sencillos número uno exitosos en los años 80, 90 y 2000, después de Janet Jackson.
En 2003, los admiradores de Madonna organizaron en la revista Q una encuesta para votar los veinte mejores sencillos de Madonna de todos los tiempos. "Music" fue ubicado en la segunda posición.
En 2004, la banda canadiense Out of Your Mouth realizó un cover de "Music", el cual llegó al Top 40 en Canadá.
En la letra de "Music", como dice su nombre, Madonna hace un homenaje a la música, destacando su aspecto artístico y de entretenimiento. Los versos de apertura de la canción ("Hey Mr. DJ, put a record on, I want to dance with my baby") fueron creados distorsionando la propia voz de Madonna. Madonna presentó en vivo "Music" en la entrega de los Premios Grammy en el año 2000.
"Music" es una de las canciones seleccionadas para formar el segundo álbum grandes éxitos de Madonna, titulado GHV2.

## Vídeo musical

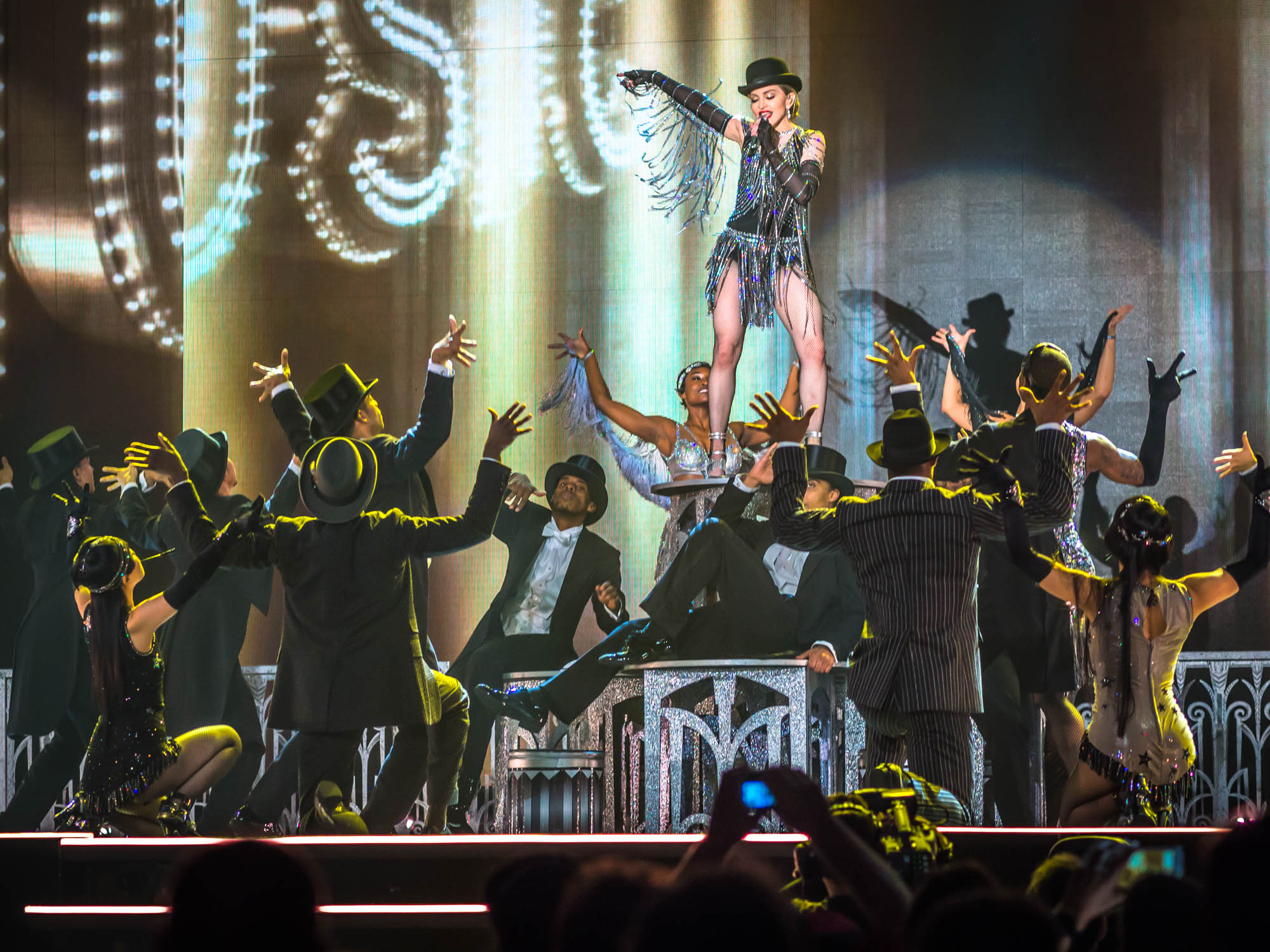
Madonna interpretando «Music» durante la gira mundial Rebel Heart Tour de 2015

El vídeo musical fue grabado en abril de 2000 en los estudios A&M y en un club nocturno en el centro de la ciudad de Los Ángeles, California por el director sueco Jonas Åkerlund. Madonna aparece luciendo un medallón dorado y un vestuario estilo vaquero urbanizado, junto a sus amigas Niki Haris y Debi Mazar. Las chicas entran a una lujosa limusina, manejada por el comediante británico Ali G. Él las lleva hacia un club nocturno, donde las chicas disfrutan de un acto donde mujeres se quitan la ropa (algunas de estas partes fueron censuradas por MTV). En el medio de la canción hay una secuencia animada con Madonna como una clase de supermujer, volando a través de los cielos, golpeando algunos títulos de sus viejas canciones y haciendo de DJ en una fiesta. En el medio del vídeo, Ali G interrumpe la canción para mostrar su rap con la idea de persuadir a Madonna para que lo incluya en su próximo sencillo. Sin embargo Madonna se molesta pidiéndole que se detenga y que ponga la música otra vez.
El vídeo es una parodia del mundo del Hip-Hop que está considerado como algo exclusivo de los hombres. Este vídeo ganó múltiples premios alrededor del mundo incluyendo: Mejor Video Pop del Año en los Billboard Video Awards en el 2000, y Mejor Vídeo Bailable en los International Dance Music Awards en el mismo año.
Existen dos versiones del vídeo: una la "versión normal" que fue lanzada para promocionar el sencillo, y la otra es la "versión extendida" que se incluyó en el DVD Sencillo. Además existe un vídeo con la remezcla de Hex Hector, que mezcla imágenes del vídeo musical de "Music" con otros vídeos de Madonna. Por último están los videomontajes realizados por Dan-O-Rama mezclando imágenes de diferentes vídeos y películas de Madonna. Estos vídeos fueron proyectados en las pantallas de fondo en algunas actuaciones en vivo de Madonna.

## Publicación en formato DVD
El vídeo del sencillo "Music" fue publicado en formato DVD solamente y conteniendo dos versiones del vídeo musical: una versión editada y una versión con más duración que la original. Incluye también un enlace con un sitio web oficial de "Music" de Madonna, aunque este sitio no está activado. La versión con más duración contiene imágenes adicionales de las estríperes como también de la secuencia en la que Ali G interrumpe la canción para mostrar sus cualidades de rap.
- "Music" (Versión Corta) 4:26
- "Music" (Versión Larga) 4:44

## Formatos
Estados Unidos CD Single/Casete Single
1. «Music» (Álbum Versión) 3:44
2. «Cyberraga» 5:31

Estados Unidos DVD Single
1. «Music» (Long Video Version) 4:45
2. «Music» (Short Video Version) 4:23

Europa DVD Single
1. «Music» (Short Video version) 4:23
2. «Music» (Long Video Version) 4:45

Reino Unido CD1
1. «Music» (Álbum Versión) 3:44
2. «Music» (Deep Dish Dot Com Radio Edit) 4:15
3. «Music» (Calderone Anthem Mix) 11:55

Reino Unido CD2
1. «Music» (Álbum Versión) 3:44
2. «Music» (Groove Armada BA 12 Mix) 5:30
3. «Music» (Deep Dish Dot Com Remix U.S. Edit) 4:29

## Presentaciones en vivo

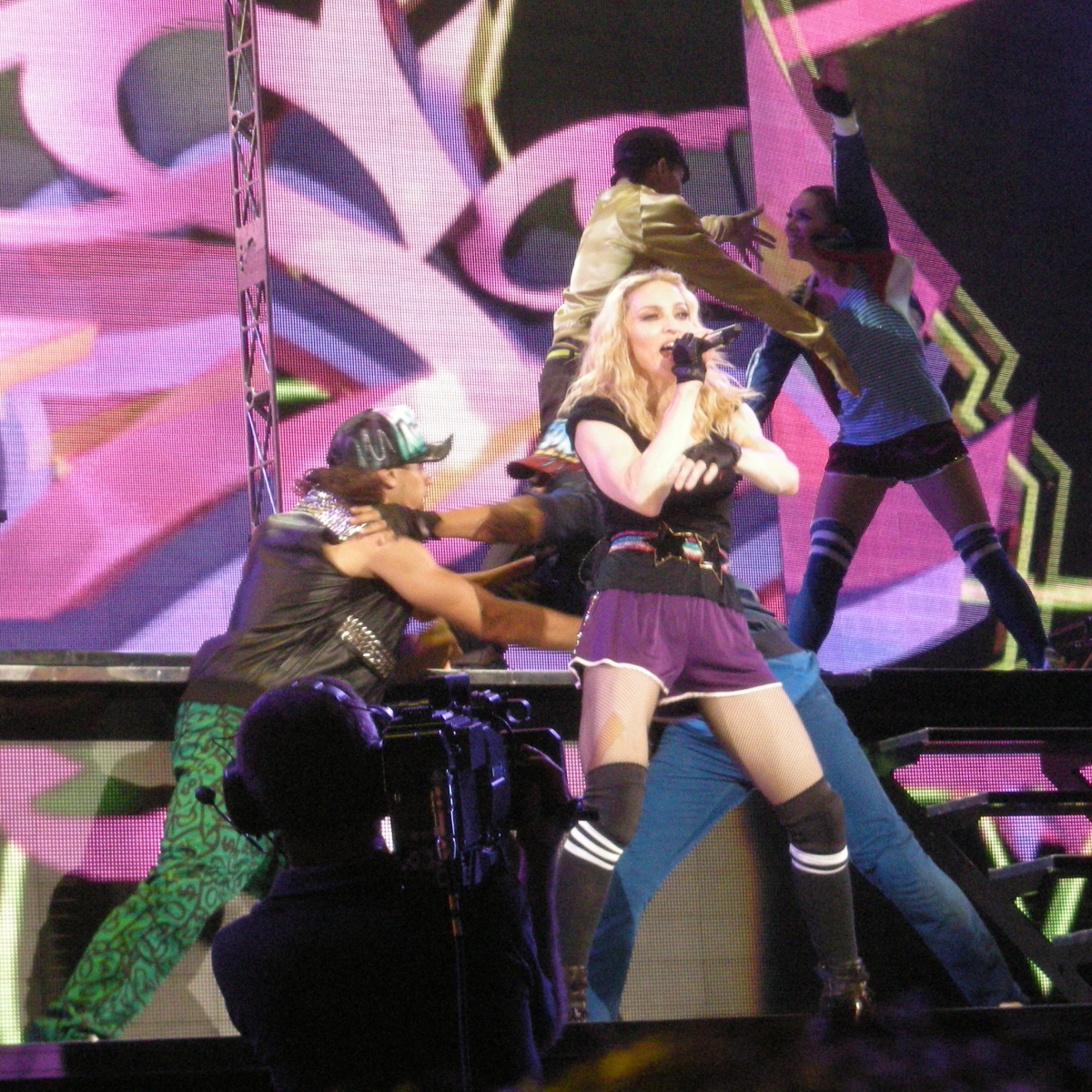
Madonna interpretando "Music" en el Sticky & Sweet Tour de 2008-09

"Music" es una de las canciones que Madonna más veces ha interpretado en vivo. Utilizó esta canción para promocionar el álbum homónimo en conciertos promocionales y programas televisivos de Estados Unidos y Europa. Además estuvo incluida en el concierto benéfico Live 8, en la entrega de premios Grammy Awards y en cuatro de sus giras mundiales.
- Premios Grammy (2001): Madonna actuó en estos famosos premios interpretando "Music" con un ajustado traje negro y el pelo rubio lacio. Además Madonna recibió un premio por el diseño de su álbum Music. En dicha ocasión también se pudo ver por primera vez imágenes del vídeo musical de "What It Feels Like for a Girl". Madonna bajó de una limusina sobre la que bailó, después bajó y bailó con sus dos coristas, Nikki y Donna, la coreografía del Drowned World Tour. Esta fue la participación más destacada de toda la noche de los Grammy dado por la "Reina del Pop".
- Drowned World Tour (2001): "Music" fue la canción elegida para cerrar los conciertos de esta gira. Madonna aparecía en el escenario junto a todos sus bailarines haciendo una gran coreografía mientras por las pantallas de fondo se proyectaba un video que mezclaba todos los videos musicales de la carrera de Madonna incluyendo sus anteriores giras.
- Re-Invention World Tour (2004): Madonna utilizó "Music" en esta gira como ante última canción del concierto incluida dentro del segmento tribal/escocés. Madonna interpretó una versión más electrónica que la original, pero muy similar. Como interludio breve de la canción, una pista de escaleras unidas en forma de pirámides gira hacia la plataforma. En el hueco de la pirámide aparece Stuart Price, haciendo una mezcla DJ de la canción, mientras que un bailarín hace un "breakdance" electrónico.

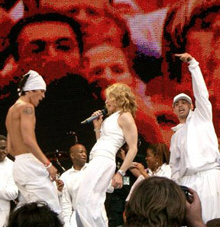
Madonna interpretando "Music" en el concierto a beneficio Live 8 en 2005

- Live 8 (2005): El concierto benéfico realizado el 2 de julio de 2005 para apoyar a África y concienciar a los países del G-8, Madonna presentó tres canciones: "Like a Prayer", "Ray of Light" y "Music" en ese orden. "Music" fue la actuación con la que Madonna se despidió resultando ser la más destacada del espectáculo con dos bailarines en el escenario. Madonna aparecía vestida de blanco al igual que los músicos, bailarines y sus coristas, e interpretó esta canción en una versión extendida de la utilizada en su gira del año anterior Re-Invention World Tour.
- Confessions Tour (2006): Al comienzo de la actuación se presentan partes de algunas canciones de Madonna, como "Erotica", "Holiday" y "Dress You Up", mostrando imágenes de sus vídeos. Luego de esto varios bailarines aparecen en el escenario haciendo coreografías con patines mientras se entonan algunas líneas de la canción "Where's the Party". Después de tal exhibición finalmente aparece Madonna en el escenario vestida con un traje blanco reencontrándose con su juventud de onda-disco y mezclando su canción "Music" con un sample del éxito "Disco Inferno" de The Tramps. Una de las mejores actuaciones del concierto.
- Sticky & Sweet Tour (2008-09): Madonna interpreta esta canción luego de "She's Not Me", realizando la misma puesta en escena y coreografía que la realizada en la minigira promocional del álbum. Para esta versión se utilizó la versión remix realizada por Fedde Le Grand, la cual utilizó samples de las canciones Put Your Hands Up 4 Detroit y Last Night a DJ Saved My Life, de Le Grand y Michael Cleveland respectivamente.
- Super Bowl XLVI (2012): Madonna interpretó "Music" a continuación de "Vogue", en esta ocasión presentó una versión más electrónica, acompañada por bailarines y acróbatas del Cirque du Soleil. Esta versión contenía samples de "Party Rock Anthem" y "Sexy and I Know It" interpretados por el dúo estadounidense LMFAO.
- Rebel Heart Tour (2015-16): Madonna interpreta esta canción luego de "Rebel Heart", realizando una puesta en escena basada en la estética de los Felices años veinte, realizando una elaborada coreografía a la vez que se realiza un popurrí con «Candy Shop».

## Posición en las listas
«Music» ha logrado colocarse en el puesto número uno de casi todas las listas de popularidad, convirtiéndose en una de las canciones más populares de Madonna. Es también uno de los sencillos más vendidos de Madonna, junto a otros como «Like a Prayer», «Vogue», «Justify My Love», «Frozen», «Hung Up» y «4 Minutes». «Music» es el último número 1 de su carrera de un total de 12 en el Billboard 100.

### Listas de popularidad
| América        |                               |          |
| País           | Lista                         | Posición |
| Canadá         | Top 100 Singles Chart         | 1        |
| Estados Unidos | Billboard Hot 100             | 1        |
| Estados Unidos | Billboard Singles Sales       | 1        |
| Estados Unidos | Billboard Hot Dance Club Play | 1        |
| Asia           |                               |          |
| País           | Lista                         | Posición |
| Japón          | Japón Singles Chart           | 1        |
| Europa         |                               |          |
| País           | Lista                         | Posición |
| Alemania       | Top 100 Singles Chart         | 2        |
| Austria        | Top 75 Singles Chart          | 5        |
| Noruega        | Top 20 Singles Chart          | 1        |
| Unión Europea  | Eurochart Hot 100 Singles     | 1        |
| Finlandia      | Top 20 Singles Chart          | 2        |
| Francia        | Top 100 Chart                 | 8        |
| Reino Unido    | UK Singles Chart              | 1        |
| España         | Spain Singles Chart           | 1        |
| Italia         | FIMI Singles Chart            | 1        |
| Suecia         | Top 100 Singles Chart         | 2        |
| Suiza          | Top 100 Singles Chart         | 1        |
| Oceanía        |                               |          |
| País           | Lista                         | Posición |
| Nueva Zelanda  | Top 100 Singles Chart         | 1        |
| Australia      | ARIA Top 100 Singles Chart    | 1        |

## Certificaciones
- Australia. Certificación: Doble Platino (140 000)
- Alemania. Certificación: Oro (150 000)
- Estados. Unidos Certificación: Platino (1 millón)
- Francia. Certificación: Oro (250 000)
- Reino Unido. Certificación: Oro (400 000)